# Австралски острови
Австралските острови (на френски: Îles Australes; още познати като Тубуаи, на френски: Îles Tubuai; на таитянски: Tuha'a Pae) са островна група в Тихия океан, владение на Франция. Част са от отвъдморската територия Френска Полинезия. Площта им е 174 км2. Населението съставлява 6965 жители към 2017 г. Австралският архипелаг включва 6 острова – Руруту (Охетехоа), Маротири (Ил дьо Бас), Раивавае (Вавитао), Тубуаи (Тупуаи), Рапа, Риматара и един атол – Мария (Хал). Пет от седемте острова са обитаеми.
Островите Тубуаи, Риматара, Руруту и Раивавае са с вулканичен произход и са планински с височина до 435 m на остров Раивавае. Всичките острови на архипелага са обкръжени от коралови рифове. Климатът е тропически, пасатен, влажен, на юг (остров Рапа и Маротири) – субтропичен. Дневните температури целогодишно се колебаят от 24 °C до 31 °C. Валежите са около 2000 mm годишно. Местното население отглежда кафе, ванилия, кокосови палми. Главен град е Матаура.
| Название на остров или атол (алтернативно название) | Площ км2 | Население (2007 г.) | Координати                                                      | Откривател (година на откриване)              |
| --------------------------------------------------- | -------- | ------------------- | --------------------------------------------------------------- | --------------------------------------------- |
| атол Мария (Хал) (Maria, Hall)                      | 1,30     | необитаеми          | 21°49′ ю. ш. 154°42′ з. д. / 21.816667° ю. ш. 154.7° з. д.      | Джордж Вашингтон Гарднър (1778 – 1838) (1824) |
| о-ви Маротири (Ил дьо Бас) (Marotiri, Ile de Bass)  | 0,04     | необитаеми          | 27°55′ ю. ш. 143°26′ з. д. / 27.916667° ю. ш. 143.433333° з. д. | Джордж Бас (1800)                             |
| остров Раивавае (Вавитао) (Raivavae, Vavitao)       | 16,00    | 905                 | 23°52′ ю. ш. 147°40′ з. д. / 23.866667° ю. ш. 147.666667° з. д. | Томас Гаянгос (5 февруари 1775)               |
| остров Рапа (Rapa)                                  | 40,00    | 482                 | 27°36′ ю. ш. 144°20′ з. д. / 27.6° ю. ш. 144.333333° з. д.      | Джордж Ванкувър (декември 1791)               |
| остров Риматара (Rimatara)                          | 9,00     | 785                 | 22°39′ ю. ш. 152°48′ з. д. / 22.65° ю. ш. 152.8° з. д.          | Самюъл Пиндър Хенри (1811)                    |
| остров Руруту (Охетехоа) (Rurutu, Ohetehoa)         | 32,75    | 2088                | 22°27′ ю. ш. 151°20′ з. д. / 22.45° ю. ш. 151.333333° з. д.     | Джеймс Кук (13 август 1769)                   |
| остров Тубуаи (Тупуаи) (Tubuai, Tuouai)             | 45,00    | 2050                | 23°22′ ю. ш. 149°29′ з. д. / 23.366667° ю. ш. 149.483333° з. д. | Джеймс Кук (8 август 1777)                    |